# Boalkea
Boalkea, selo jednog plemena Pomo Indijanaca (Moalkai) koje Gibbs (1851) naziva Möal-kai, kod Mc Keea Moal-kai, a Slocum & Bowen Boil-ka-ya. Nalazilo se u dolini Scott, zapadno od jezera Clear Lake na zapadnoj obali Scott's Creeka, oko dvije i pol milje sjeverozapadno od Lakeporta. Populacija plemena bila je oko 180, ali im je broj kasnije spao na oko 40; prema Gibbsu tada ih je preostalo 45. Ovo selo nazivalo se po istim podacima i nōbo'ral.